# Research Institute of Molecular Pathology
Research Institute of Molecular Pathology (IMP) è un centro di ricerca biomedica che svolge libera ricerca di base sulle scienze molecolari e della vita.
L’IMP si trova presso il Vienna BioCenter a Vienna, Austria. L’istituto impiega 280 persone, di cui circa 200 scienziati. È stato costituito nel 1985 dalla società farmaceutica Boehringer Ingelheim e con sovvenzioni per la ricerca.

## Storia
L’IMP è stato costituito su iniziativa congiunta di Boehringer Ingelheim e Genentech nel 1985. Con la direzione di Max Birnstiel, il primo edificio dell’istituto è stato inaugurato nel 1988.
Nel 1992, tre istituti delle facoltà di scienze e medicina dell’Università di Vienna si sono trasferiti in un edificio limitrofo, l'attuale Max F. Perutz Laboratories (MFPL). Sono state così poste le basi per il “Vienna Biocenter” (VBC).
Nel 1993, Boehringer Ingelheim ha acquistato le azioni IMP di Genentech. Successivamente al pensionamento di Max Birnstiel nel 1997, Kim Nasmyth è stato nominato direttore scientifico.
Nel 2006, due istituti dell’Austrian Academy of Sciences sono stati inaugurati nelle immediate vicinanze dell’IMP: l’Institute of Molecular Biotechnology (IMBA) ed il Gregor Mendel Institute (GMI). I tre istituti cooperano gestendo strutture condivise. Nel corso dello stesso anno, Barry Dickson è stato nominato direttore scientifico dell’IMP. 
Dal 2013, Jan-Michael Peters è direttore scientifico dell’IMP. Alla fine del 2016, l’IMP si è trasferito in uno dei nuovi edifici, che è stato formalmente inaugurato il 1 marzo 2017.

## Ricerca
IMP conta 15 gruppi di ricerca indipendenti che operano a livello di ricerca biologica di base nelle seguenti aree:
• Biologia molecolare e cellulare;

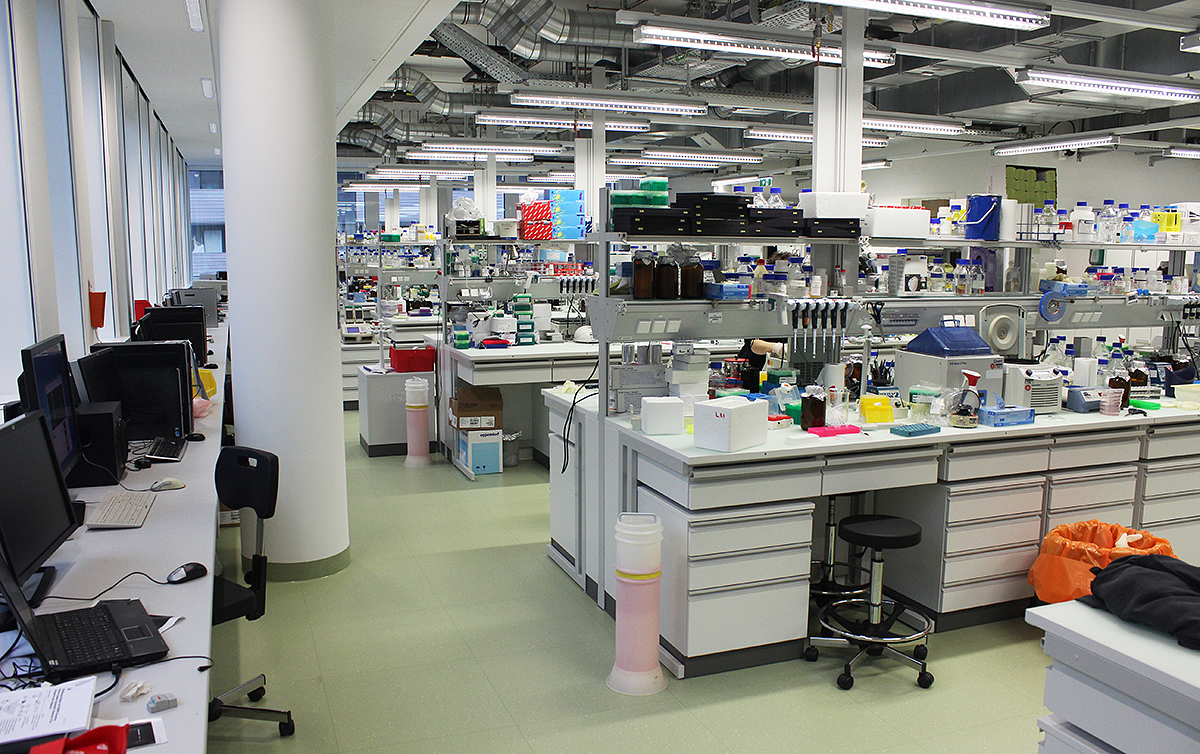
Laboratorio presso l’IMP. Un massimo di tre gruppi di ricerca condividono un laboratorio per facilitare la comunicazione e lo scambio.

• Biologia strutturale e biochimica;
• Espressione genica e biologia dei cromosomi
• Biologia e sviluppo delle cellule staminali
• Immunologia e cancro

### Pubblicazioni, premi e onori
Gli scienziati dell’IMP pubblicano ogni anno da 60 a 90 paper su riviste internazionali sottoposte a peer-review. Tra il 1985 ed il 2017, sono stati pubblicati oltre 2000 paper di ricerca. Sono stati depositati 93 brevetti per ricerche concluse dall’istituto dal 1985. La facoltà dell'IMP ha ricevuto 24 premi ERC da quando è nato lo schema di finanziamento ERC nel 2007. Circa due terzi della facoltà dell'IMP era rappresentata da borsisti ERC nel 2018. Cinque membri della facoltà dell'IMP hanno ricevuto il Wittgenstein Award dal 1996. Circa un terzo dei membri della facoltà è eletto membro di EMBO.

### Infrastrutture
L'IMP gestisce una serie di strutture interne in cooperazione con IMBA, che offre i servizi scientifici di supporto agli scienziati dell’IMP. Inoltre i quattro istituti di ricerca del Vienna BioCenter gestiscono una serie di servizi condivisi conosciuti come "Vienna BioCenter Core Facilities" (VBCF).

## Programma PhD
Il "VBC PhD Programme" è un programma di formazione PhD internazionale gestito congiuntamente dai quattro istituiti di ricerca operativi presso il Vienna BioCenter (IMP, IMBA, GMI e MFPL).

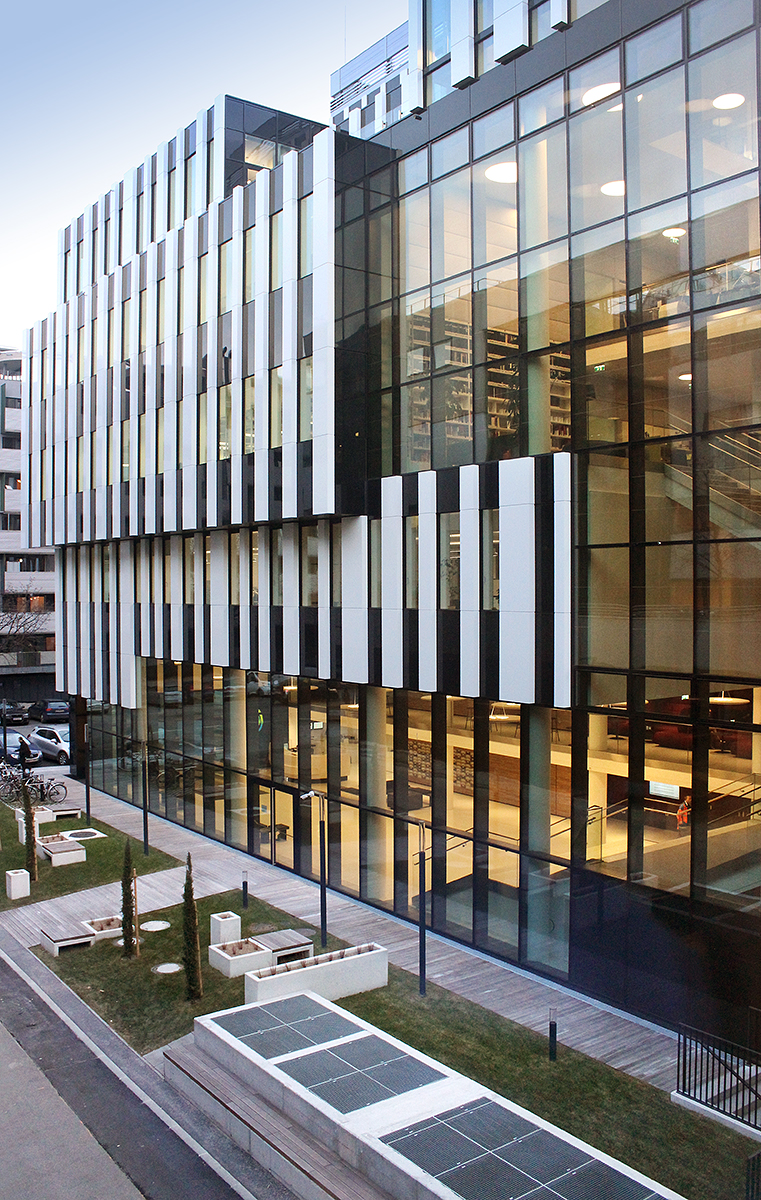
Vista esterna del Research Institute of Molecular Pathology (IMP)

## Scientific Advisory Board
Il Scientific Advisory Board (SAB), costituito da scienziati di rilievo internazionale, si riunisce una volta all’anno per discutere della qualità, rilevanza e focus principale della ricerca svolta presso l’IMP.

## Finanziamenti
Il budget operativo dell’IMP è essenzialmente sovvenzionato da Boehringer Ingelheim. Inoltre vanno citate le sovvenzioni ottenute da scienziati e progetti concesse da agenzie di finanziamento nazionali ed internazionali quali: Austrian Science Fund (FWF), Austrian Industrial Research Promotion Fund (FFG), il Vienna Science and Technology Fund (WWTF), Zentrum für Innovation und Technologie (ZIT), la città di Vienna, il governo federale austriaco, lo Human Frontier Science Program (HFSP), e l’Unione Europea (UE).